# Гізанде (Санта-Марія-да-Фейра)
Гізанде (порт. Guisande; МФА: [gi.ˈzɐ̃.dɨ]) — парафія в Португалії, у муніципалітеті Санта-Марія-да-Фейра. Розташована в західній частині країни, на теренах історичної португальської провінції Бейра. Входить до складу округу Авейру. За адміністративним поділом, чинним до 1976 року, терени парафії були складовою провінції Берегове Дору. Належить до Авейрівської діоцезії Католицької церкви. Патрон — святий Мамант. Площа — 4,3961 км². Населення — 1237 ос. (2011). Середньо урбанізований регіон. Густота населення — 281,39 осіб/км²
. Код — 010910.

## Географія

Санта-Марія-да-Фейра (2013)
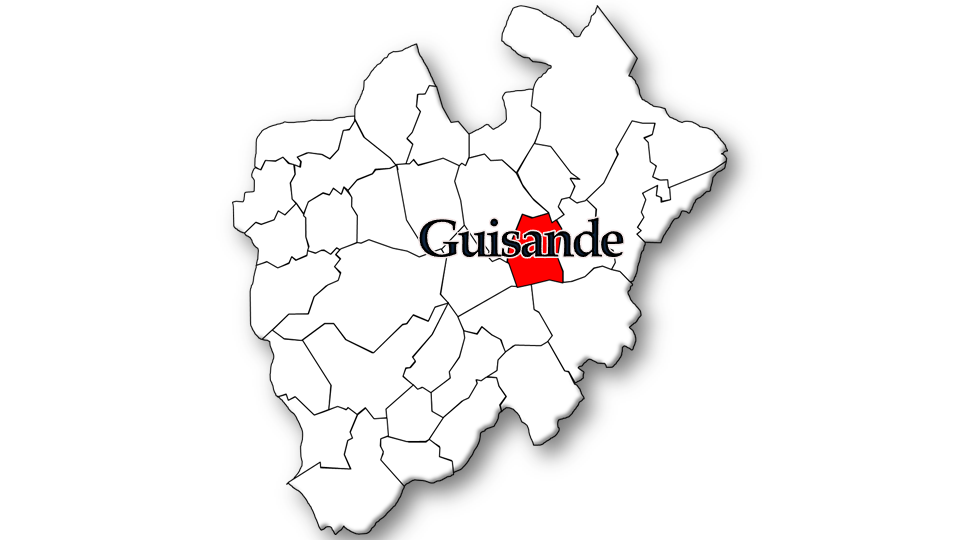
Гізанде

## Населення
| Кількість мешканців | Кількість мешканців | Кількість мешканців | Кількість мешканців | Кількість мешканців | Кількість мешканців | Кількість мешканців | Кількість мешканців | Кількість мешканців | Кількість мешканців | Кількість мешканців | Кількість мешканців | Кількість мешканців | Кількість мешканців | Кількість мешканців |
| ------------------- | ------------------- | ------------------- | ------------------- | ------------------- | ------------------- | ------------------- | ------------------- | ------------------- | ------------------- | ------------------- | ------------------- | ------------------- | ------------------- | ------------------- |
| 1864                | 1878                | 1890                | 1900                | 1911                | 1920                | 1930                | 1940                | 1950                | 1960                | 1970                | 1981                | 1991                | 2001                | 2011                |
| 529                 | 456                 | 559                 | 540                 | 606                 | 648                 | 719                 | 820                 | 903                 | 1 029               | 1 066               | 1 226               | 1 434               | 1 474               | 1 237               |